# Nea Malesiada
Nea Malesiada  este un oraș în Grecia în prefectura Aetolia-Acarnania.